# Vanessa Umba
Vanessa Umba est une pilote professionnelle congolaise. Elle fut la deuxième femme pilote, avant de devenir la première femme capitaine d'un vol de la compagnie aérienne Gulf Air.

## Biographie
Vanessa Umba est une femme congolaise qui excelle dans le domaine de l'aviation, pourtant jusqu'à l'âge de 16 ans, elle ne savait pas encore quoi faire comme métier dans le futur.

### Carrières
Elle commence sa carrière dans l'aviation à Bruxelles, au sein de la Sabena Flight Academy (actuel Centre de Formation CAE), une compagnie aérienne belge en 1999. En 2003, elle est devenue copilote d'un avion commercial BAe 146 chez Brussels Airlines. Elle rejoint la compagnie Gulf Air en 2006 où elle évolua jusqu'à devenir la première femme capitaine pilotant les avions de longue-courrier (Airbus A330/A340) en 2011.
En 2017, à l'âge de 39, Vanessa Umba rejoint la compagnie aérienne Qatar Airways comme pilote de ligne avant de devenir instructrice en 2018.